# Bahnhof Kyritz
Der Bahnhof Kyritz liegt in der gleichnamigen Stadt im Landkreis Ostprignitz-Ruppin im Nordwesten Brandenburgs. Er dient heute im Wesentlichen nur noch dem Personenverkehr auf der Bahnstrecke Neustadt–Meyenburg. Bis 1969 war er Anschlussbahnhof zur Schmalspurbahn Kyritz – Lindenberg – Perleberg. Im Dezember 2019 eröffnete im nördlichen Bahnhofsbereich der neue Haltepunkt Kyritz Bürgerpark.

## Lage
Der Bahnhof liegt am Streckenkilometer 12,0 der Bahnstrecke Neustadt (Dosse)–Meyenburg westlich der Innenstadt von Kyritz etwa 500 Meter vom Marktplatz entfernt. Benachbarte Stationen sind die ehemaligen Bahnhöfe und jetzigen Haltepunkte Wusterhausen (Dosse) in Richtung Neustadt bzw. Wutike in Richtung Meyenburg, beide jeweils etwa sieben Kilometer von Kyritz entfernt. Der 2019 eröffnete Haltepunkt Kyritz Bürgerpark liegt im nördlichen Bahnhofsbereich, etwa 600 Meter vom Empfangsgebäude des Bahnhofs Kyritz entfernt, an der Perleberger Straße in der Nähe eines Schulzentrums.

## Geschichte
Seit 1846 erschließt die Bahnstrecke Berlin–Hamburg die Region. Ursprünglich sollte sie über Kyritz, damals Hauptstadt des Landkreises Ostprignitz, führen. Jedoch wurde eine weiter südliche Trassenführung realisiert. Vor allem für die Erschließung von Kyritz wurde etwa sieben Kilometer südwestlich der Stadt der Bahnhof Zernitz angelegt und eine Chaussee dorthin gebaut, die in den Folgejahren Richtung Norden bis Wittstock verlängert wurde. Eine Kraftpostverbindung verband Kyritz mit dem Bahnhof in Zernitz bzw. mit Wittstock.
Einen eigenen Bahnhof erhielt Kyritz erst 1885. Die preußischen Staatseisenbahnen eröffneten die Strecke von Neustadt (Dosse) nach Meyenburg mit Durchbindung der Züge auf die gleichzeitig eröffnete mecklenburgische Strecke Meyenburg–Güstrow, so dass eine durchgehende Verbindung von Neustadt über Kyritz nach Pritzwalk und Güstrow entstanden war.

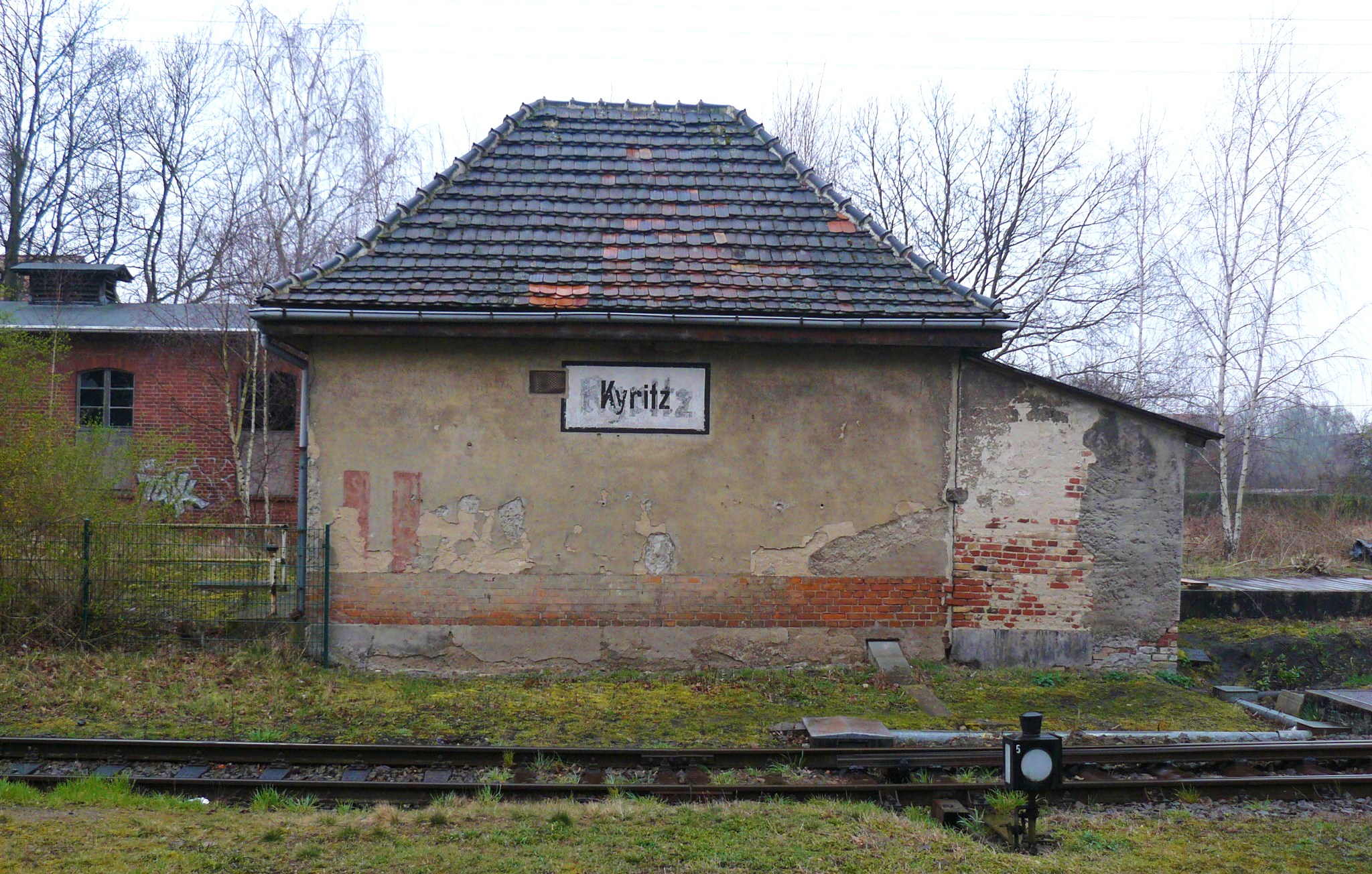
Gebäude der Schmalspurbahn. links dahinter der Lokschuppen.

1897 erreichte das Schmalspurbahnnetz der Kleinbahnen der Ostprignitzer Kreisbahnen den Bahnhof Kyritz. Die in Kyritz beginnende Strecke teilte sich im nahegelegenen Rehfeld in einen Zweig nach Breddin und einen nach Hoppenrade, von wo die Strecke weiter im Landkreis Westprignitz nach Perleberg verlief.
Im Jahr 1969 endete der Betrieb auf den Schmalspurstrecken.
Zu DDR-Zeiten war der Bahnhof für den Güterverkehr wichtig. Bedeutend war unter anderem die Getreideverladung, für die ein Anschlussgleis zu einem südlich des Bahnhofs gelegenen Silo gelegt wurde. Zu einer Reihe anderer Betriebe in der Stadt gab es ebenfalls Anschlussgleise, unter anderem zur Stärkefabrik, zur Molkerei und zum Kühlhaus. Nach 1990 ging der Güterverkehr stark zurück und wurde schließlich bis auf gelegentliche Fahrten ganz eingestellt.
Die Infrastruktur auf der Strecke Neustadt (Dosse) – Pritzwalk – Meyenburg und damit im Bahnhof Kyritz wurde 2008 durch die Infrastrukturgesellschaft der Prignitzer Eisenbahn (PEG) gepachtet. 2012 übernahm die RegioInfra Nordost GmbH die Infrastrukturgesellschaft der PEG und betreibt seitdem die Infrastruktur der Strecke einschließlich der des Bahnhofs Kyritz.
Nach 2010 gab es Pläne, die Umsteigesituation zwischen Bus und Bahn und die Erschließung eines Schulkomplexes im Norden der Stadt zu verbessern. Hierzu sollte eine kombinierte Haltestelle von Bahn und Bus an der Perleberger Straße im Norden der Stadt entstehen. Am 13. März 2014 erfolgte der erste Spatenstich zum Bau der neuen Bushaltestelle „Am Bürgerpark“. Zum Fahrplanwechsel nach den Sommerferien nahm die Haltestelle am 25. August 2014 den Betrieb auf. Auf dem Gelände wurden ebenfalls 160 Pkw-Parkplätze und eine Abstellanlage für Fahrräder errichtet. Mit dem Entstehen des neuen Umsteigepunkts verlor der ehemalige Busbahnhof in der Bahnhofsstraße an Bedeutung und wurde stillgelegt.
Der Bau des neuen Eisenbahnhaltepunktes verzögerte sich. Erst im August 2019 wurde der erste Spatenstich für den 60 Meter langen sowie 55 Zentimeter hohen Bahnsteig gesetzt. Seit dem Fahrplanwechsel am 15. Dezember 2019 werden alle bisher im Bahnhof Kyritz endenden Fahrten der Regionalbahnlinie 73 bis zum neu errichteten Haltepunkt verlängert, auch die weiter nach Pritzwalk verkehrenden Züge halten dort.

## Anlagen

### Empfangsgebäude

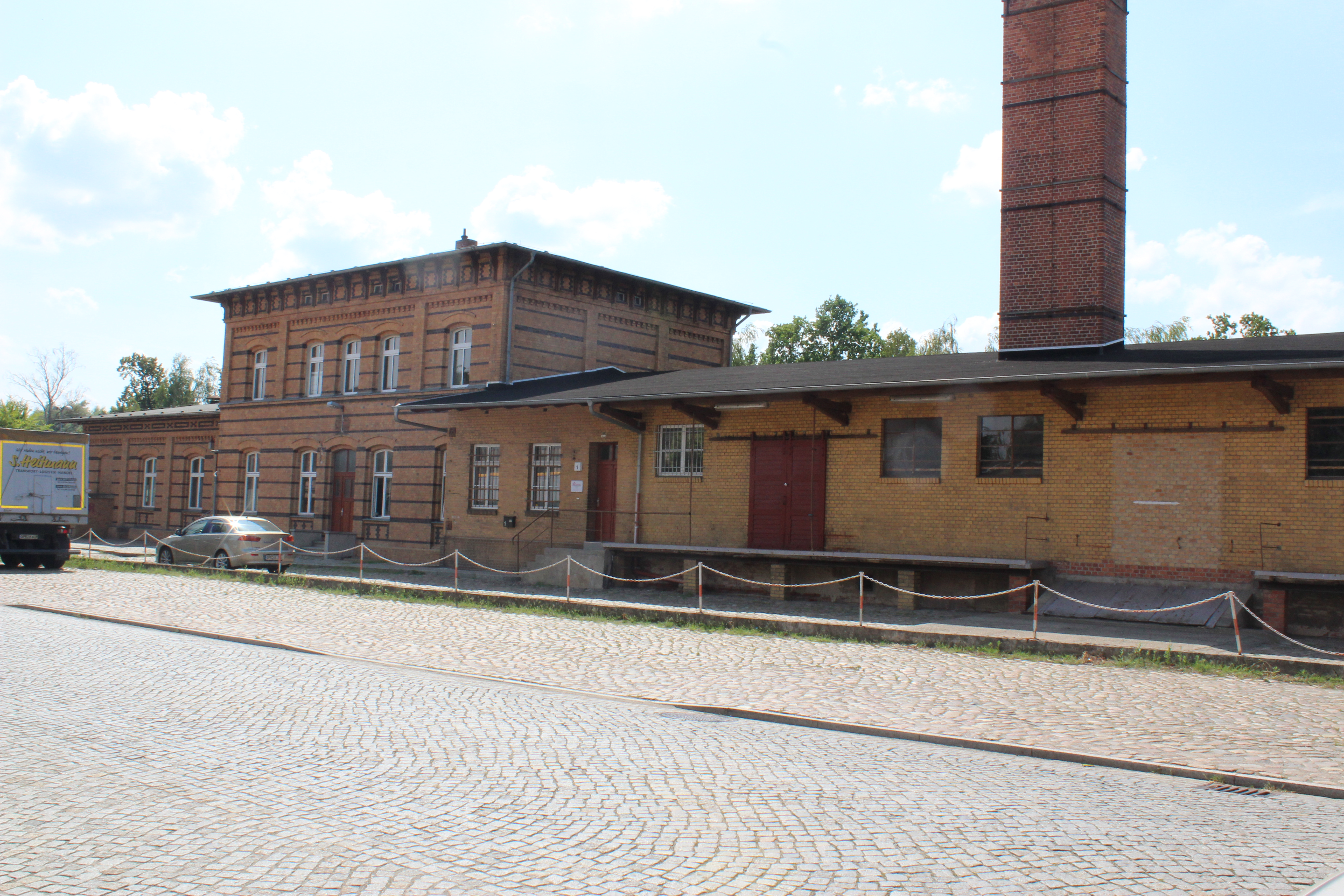
Das Empfangsgebäude vom Vorplatz aus gesehen

Das Bahnhofsgebäude liegt auf der östlichen, der Stadt zugewandten, Seite der Gleisanlagen. Im Kern ist es ein zweigeschossiges, vierachsiges Gebäude aus gelben Ziegeln mit einem flachen Satteldach. Nördlich schließt sich ein eingeschossiger Güterschuppenanbau, südlich ein ebenfalls eingeschossiger Gaststättenanbau an. Die Anlage entspricht im Wesentlichen den Bahnhofsgebäuden im benachbarten Wusterhausen und in Meyenburg, steht jedoch anders als diese (Stand Ende 2019) nicht auf der Denkmalschutzliste des Landkreises. Südlich des Bahnhofs stehen einige Nebengebäude und Eisenbahnerwohnhäuser.

### Weitere Anlagen
Die Anlagen der Schmalspurbahn lagen auf der westlichen, stadtabgewandten, Seite des Bahnhofs. Ein kleines Abfertigungsgebäude und ein zweiständiger Lokschuppen sind erhalten geblieben. Der Bahnhof hatte mehrere Umlade- und Abstellgleise. 1953 erhielt er auch eine Grube für den Rollwagenverkehr.

## Personenverkehr

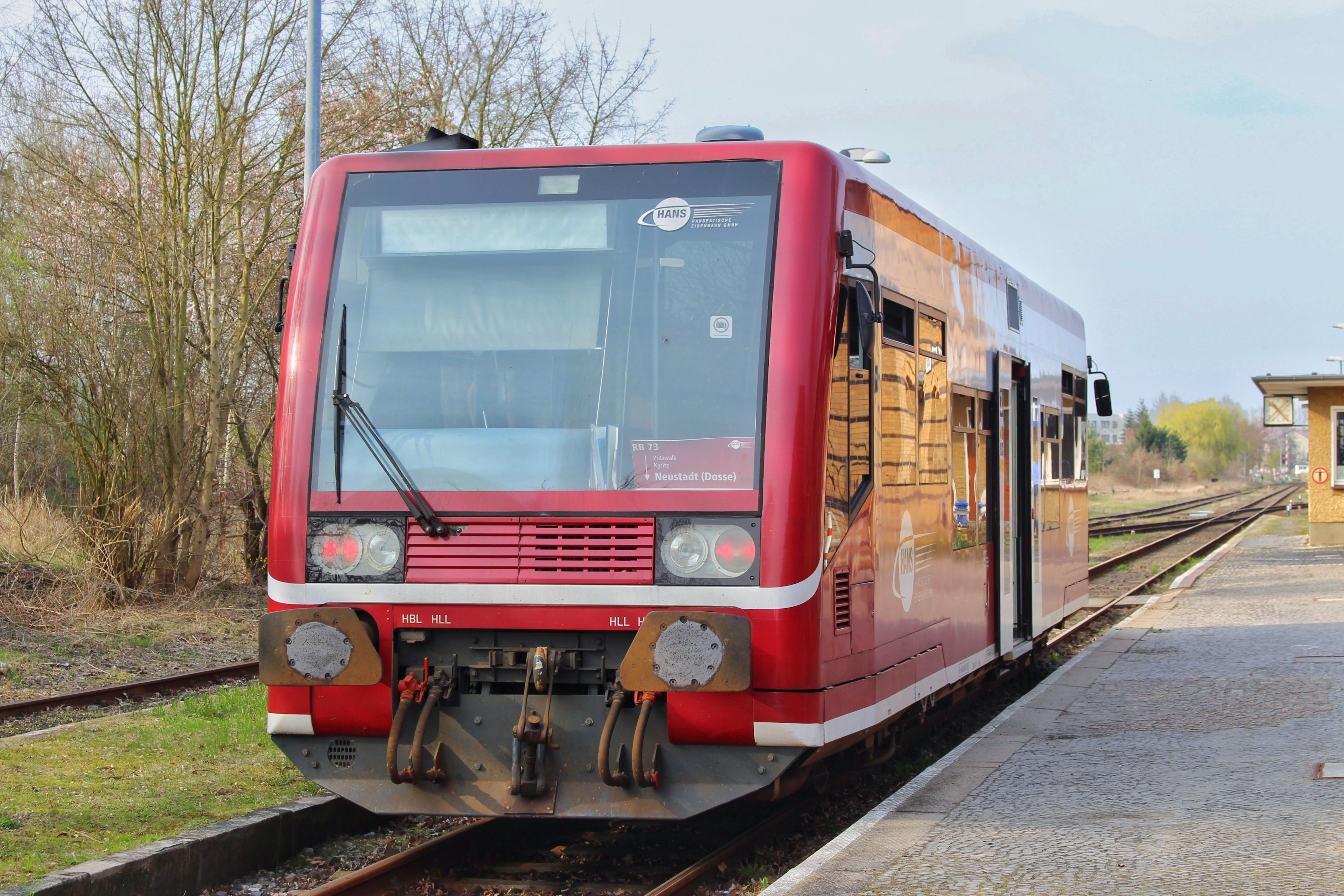
Triebwagen der Hanseatischen Eisenbahn im Bahnhof

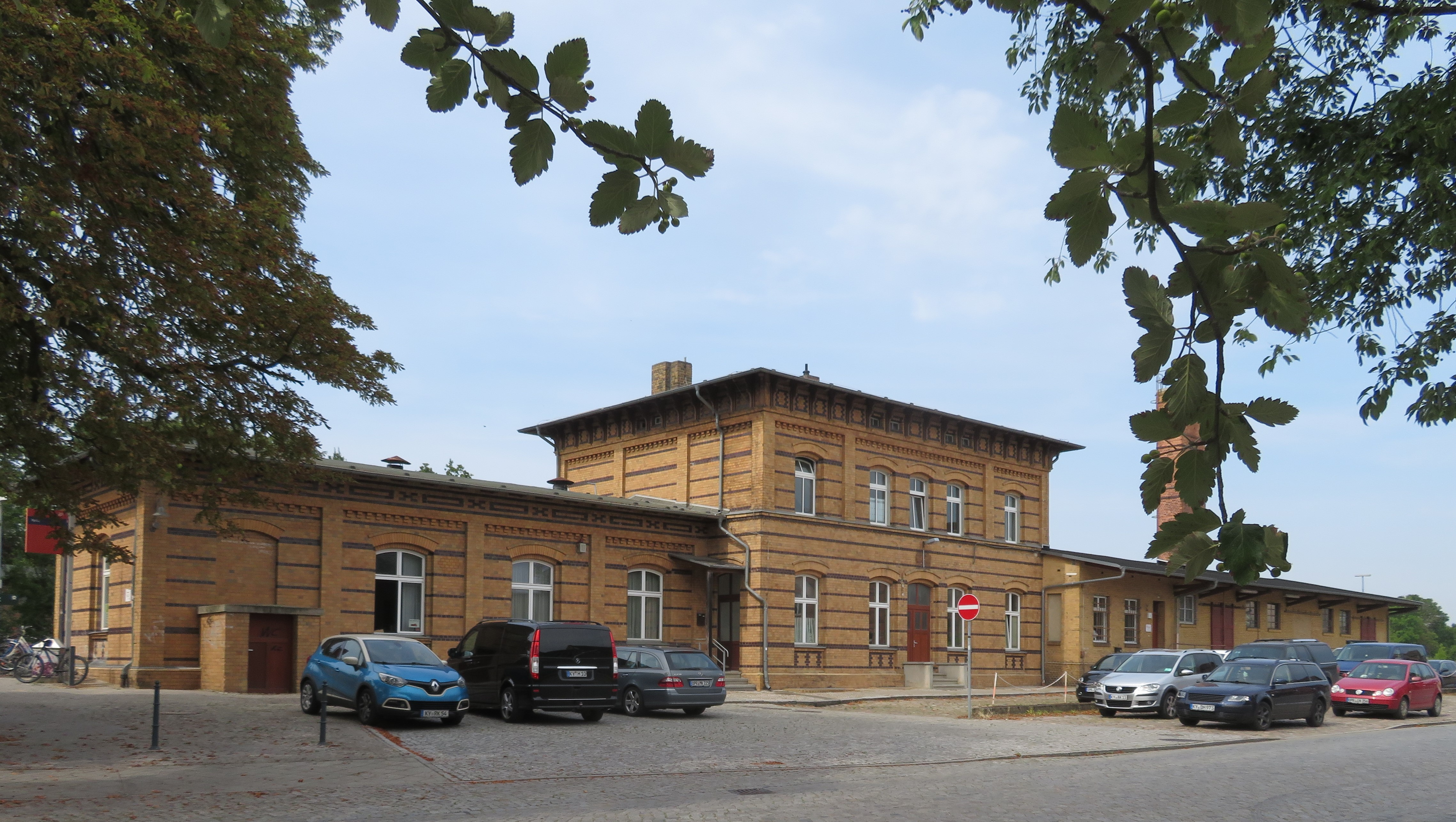
Bahnhof Kyritz 2022

Der Bahnhof hatte stets nur lokale Bedeutung. Die meiste Zeit seines Bestehens wurde der Regelspurteil von vier bis sechs Zugpaaren täglich angefahren, die zwischen Neustadt (Dosse) und Pritzwalk verkehrten, teilweise auch durchgehend bis Meyenburg oder Güstrow.
Mitte der 1990er Jahre wurde das Angebot vertaktet. Zeitweise musste dabei im durchgehenden Verkehr umgestiegen werden; aus Richtung Berlin erreichten durchgehende Züge den Bahnhof, weiter nach Pritzwalk verkehrten Triebwagen. Hier hatte die Prignitzer Eisenbahn im Jahr 1998 den Verkehr übernommen. 1999/2000 gab es durchgehende Triebwagenläufe Neustadt (Dosse) – Güstrow, bevor auf dem mecklenburgischen Streckenabschnitt der Verkehr im September 2000 abbestellt wurde. Anfang der 2000er Jahre war das Zugangebot zwischen Neustadt und Pritzwalk zeitweise werktags auf einen Stundentakt verdichtet worden, bevor 2006 deutliche Ausdünnungen folgten. Weitere Angebotsreduzierungen folgten im Jahr 2012. Seitdem fuhren nur noch zwischen Neustadt und Kyritz stündlich Züge, zwischen Kyritz und Pritzwalk werktags nur noch zwei Zugpaare. Am Wochenende verkehren drei Zugpaare durchgehend zwischen Neustadt und Meyenburg. Seit seiner Inbetriebnahme im Dezember 2019 halten am Haltepunkt Kyritz Am Bürgerpark alle Reisezüge, die auch den Bahnhof Kyritz bedienen, und er ist auch der Endpunkt der nicht nach Pritzwalk fahrenden Züge. Das Angebot zwischen Kyritz Am Bürgerpark und Pritzwalk wurde werktags auf vier Züge erhöht. Aktueller Betreiber des Personenverkehrs ist die Hanseatische Eisenbahn.

### Bahn
| Linie                    | Verlauf                                                                          | Takt (min) | EVU  |
| ------------------------ | -------------------------------------------------------------------------------- | --- | ---- |
| RB 73                    | Neustadt (Dosse) – Kyritz – Kyritz Am Bürgerpark – Blumenthal (Mark) – Pritzwalk | Mo–Fr: 60 (Neustadt–Kyritz) 4 Zugpaare (Kyritz–Pritzwalk) Sa–So: 4 Zugpaare (Neustadt–Kyritz) 3 Zugpaare (Kyritz–Pritzwalk) | HANS |
| Stand: 1O. Dezember 2024 |                                                                                  | |      |

### Bus (Auswahl)
| Linie | Verlauf                                                      | Betreiber   |
| ----- | ------------------------------------------------------------ | ----------- |
| 701   | Stadtlinie Kyritz: Lindenschule – Untersee                   | ORP         |
| 711   | PlusBus Ruppiner Seenland: Kyritz – Wusterhausen – Neuruppin | ORP         |
| 902   | Kyritz – Pritzwalk                                           | prignitzbus |